# Wiktor Brzozowski
Wiktor Brzozowski (ur. 16 lipca 1898 w Janowie, zm. 10 stycznia 1981 w Świętochłowicach) – powstaniec śląski, działacz społeczny.
Cztery lata po urodzeniu przeniósł się wraz z rodziną na Zgodę. Najpierw pracował w kopalniach, a od 1928 do 1965 roku pracował w hucie "Falva", z przerwą w czasie wojny. Brat Alojzego 
Brzozowskiego.
Działalność narodową rozpoczął w 1919 roku, kiedy to wstąpił do POW na Zgodzie. Uczestniczył we wszystkich trzech powstaniach śląskich. W okresie międzywojennym należał do Związku Powstańców Śląskich oraz Związku Obrońców Kresów Wschodnich. W 1939 wstąpił do jednostki samoobrony powstańczej i uczestniczy w kampanii wrześniowej. Po powrocie do Świętochłowic zostaje aresztowany przez gestapo i zostaje osadzony w Chorzowie. Po wielu przesłuchaniach wysłano go do Rzeszy na roboty przymusowe. Wraca w 1945 do Świętochłowic. Był członkiem świętochłowickiego koła ZBoWiD. W uznaniu zasług został odznaczony Krzyżem Śląskim na Śląskiej Wstędze oraz Krzyżem Kawalerskim Orderu Odrodzenia Polski. 
Zmarł w Świętochłowicach 10 stycznia 1981 roku.
Jego imieniem nazwano jedną z ulic w Kędzierzynie-Koźlu.